# Karolina Světlá
Karolina Světlá, pseudonimo di Johanna Rottová o Johanna Muzâková (Praga, 24 febbraio 1830 – Praga, 7 settembre 1899), è stata una scrittrice ceca.
Di famiglia borghese, cresciuta nella più rigida educazione cattolica, trova la sua ispirazione migliore nel mondo contadino e nelle montagne della Boemia, cui si accosta con grande amore soffermandosi, più che nelle descrizioni della natura, sull'analisi psicologica dei personaggi.
Tra i suoi romanzi e racconti, sorretti da un saldo impegno morale e che occupano, nell'insieme, oltre 30 volumi, vanno citati Un romanzo campagnolo del 1867; La croce presso il torrente, del 1868; Frantina, del 1870; L'ateo, del 1873: questi ultimi due sono ambientati nella società borghese di Praga che la Světlá ha saputo raccontare con notevole acume.

## Opere

### Romanzi
- První Češka, del 1861.
- Vesnický román - Un romanzo campagnolo, del 1867.
- Kříž u potoka - La croce presso il torrente, del 1868.
- Kantůrčice, del 1869.
- Frantina, del 1870.
- Poslední paní Hlohovská, del 1870
- Zvonečková královna, del 1872.
- Nemodlenec - L'ateo, del 1873.
- Miláček lidu svého, del 1882.

### Racconti
- Dvojí probuzení, del 1858.
- Sestry, del 1859.
- Společnice, del 1859.
- O krejčíkovic Anežce, del 1860.
- Zamítání, del 1860.
- Láska k básníkovi, del 1860.
- Za májového večera, del 1860.
- Několik archů z rodinné kroniky, del 1862.
- Cikánka, del 1863.
- Ještě několik archů z rodinné kroniky, del 1863.
- Lesní panna, del 1863.
- Skalák, del 1863.
- Na úsvitě, del 1864.
- Lamač a jeho dcera, del 1864.
- Z tanečních hodin, del 1866.
- Rozcestí, del 1866.
- Večer u koryta, del 1870.
- Hubička, del 1871.
- Mladší bratr, del 1871.
- Černý Petříček, del 1871.
- Ten národ, del 1872.
- Námluvy, del 1872.
- Nebožka Barbora, del 1873.
- Okamžik, del 1873.
- Konec a počátek, del 1874.
- V zátiší, del 1878.
- Teta Vavřincová, del 1879.
- Divousové, del 1882.
- Z vypravování staré žebračky, del 1884.
- V hložinách, del 1885.
- Poslední poustevnice, del 1886.
- Josefů Josef, del 1887.
- Větrně, del 1888.
- Za starých časů, del 1889.
- U sedmi javorů, del 1890.
- Blázínek, del 1891.